# Hillary Montes
Gli Hillary Montes sono una struttura geologica della superficie di Plutone.